# Juan Carlos I di Spagna
Juan Carlos I (nome completo: Juan Carlos Alfonso Víctor María de Borbón y Borbón-Dos Sicilias; Roma, 5 gennaio 1938) è stato re di Spagna dal 1975 al 2014, anno della sua abdicazione.

## Biografia

### Giovinezza

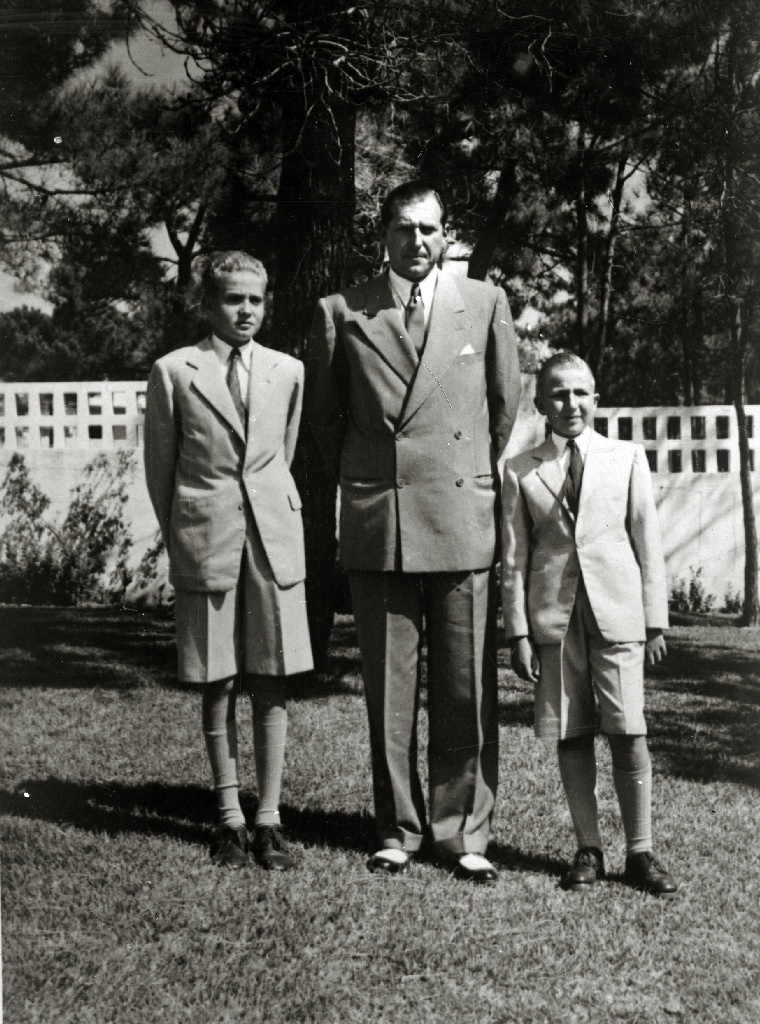
Juan Carlos e il fratello minore Alfonso insieme al padre Giovanni nel 1950.

Nato a Roma il 5 gennaio 1938 in una palazzina in viale dei Parioli, 112, da Giovanni di Borbone-Spagna, conte di Barcellona e terzogenito maschio di Alfonso XIII, e da Maria Mercedes di Borbone-Due Sicilie, fu chiamato Juan Carlos Alfonso Víctor María de Borbón y Borbón-Dos Sicilias. Poco dopo la sua nascita, i suoi genitori si trasferirono a Villa Gloria, una casa di quattro piani nell'elegante quartiere Parioli di Roma. Venne battezzato il 26 gennaio nella cappella del Palazzo Magistrale del Sovrano Militare Ordine di Malta a Roma dall'allora cardinale Eugenio Pacelli (futuro papa Pio XII). Fino al 1942 visse in Italia, poi si trasferì a Losanna in Svizzera dove risiedette fino al 1946.
Nel 1947 il caudillo Francisco Franco dichiarò formalmente la Spagna una monarchia e si autonominò reggente. Con la rinuncia alla successione da parte dei due figli maggiori di Alfonso XIII, nel 1948 Juan Carlos si trovò ad essere il primo figlio maschio dell'erede al trono Giovanni (don Juan), e fu trasferito a Madrid per essere educato in vista del futuro ripristino della monarchia. Così dal 1955 al 1959 frequentò le tre accademie militari spagnole.
Nel marzo 1956, mentre Juan Carlos e il fratello Alfonso si trovavano nella residenza dei genitori, Villa Giralda a Estoril, Alfonso morì accidentalmente per un colpo d'arma da fuoco, mentre puliva un revolver.
Alcune indiscrezioni volevano che la pistola al momento dello sparo fosse nelle mani di Juan Carlos, altre che Alfonso si trovasse fuori dalla stanza e, nell'atto d'entrarvi, spinse la porta aperta, cosicché questa sbatté contro il braccio di Juan Carlos facendo partire il colpo.

### Matrimonio

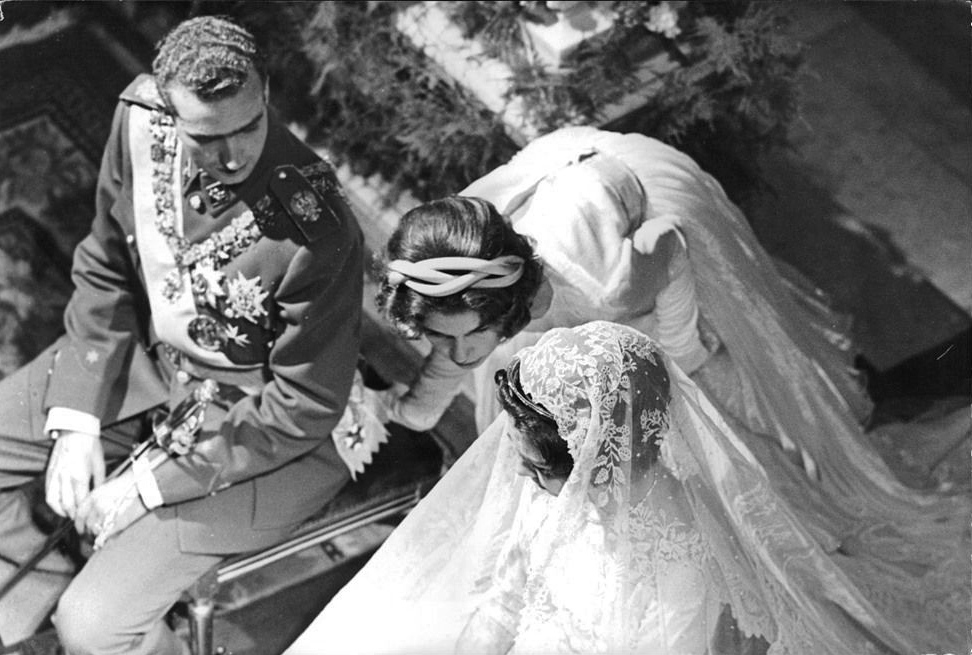
Matrimonio del Principe Juan Carlos di Spagna e della Principessa Sofia di Grecia

Il 14 maggio 1962 nella Cattedrale metropolitana dell'Annunciazione di Atene sposò la principessa Sofia di Grecia, sua cugina di terzo grado, figlia del re Paolo I di Grecia e di Federica di Hannover.
Dalla consorte Sofia ha avuto tre figli: le infante Elena e Cristina ed il Principe delle Asturie Filippo, erede al trono, diventato re dal 19 giugno 2014 in seguito alla sua abdicazione.

### Designazione al trono

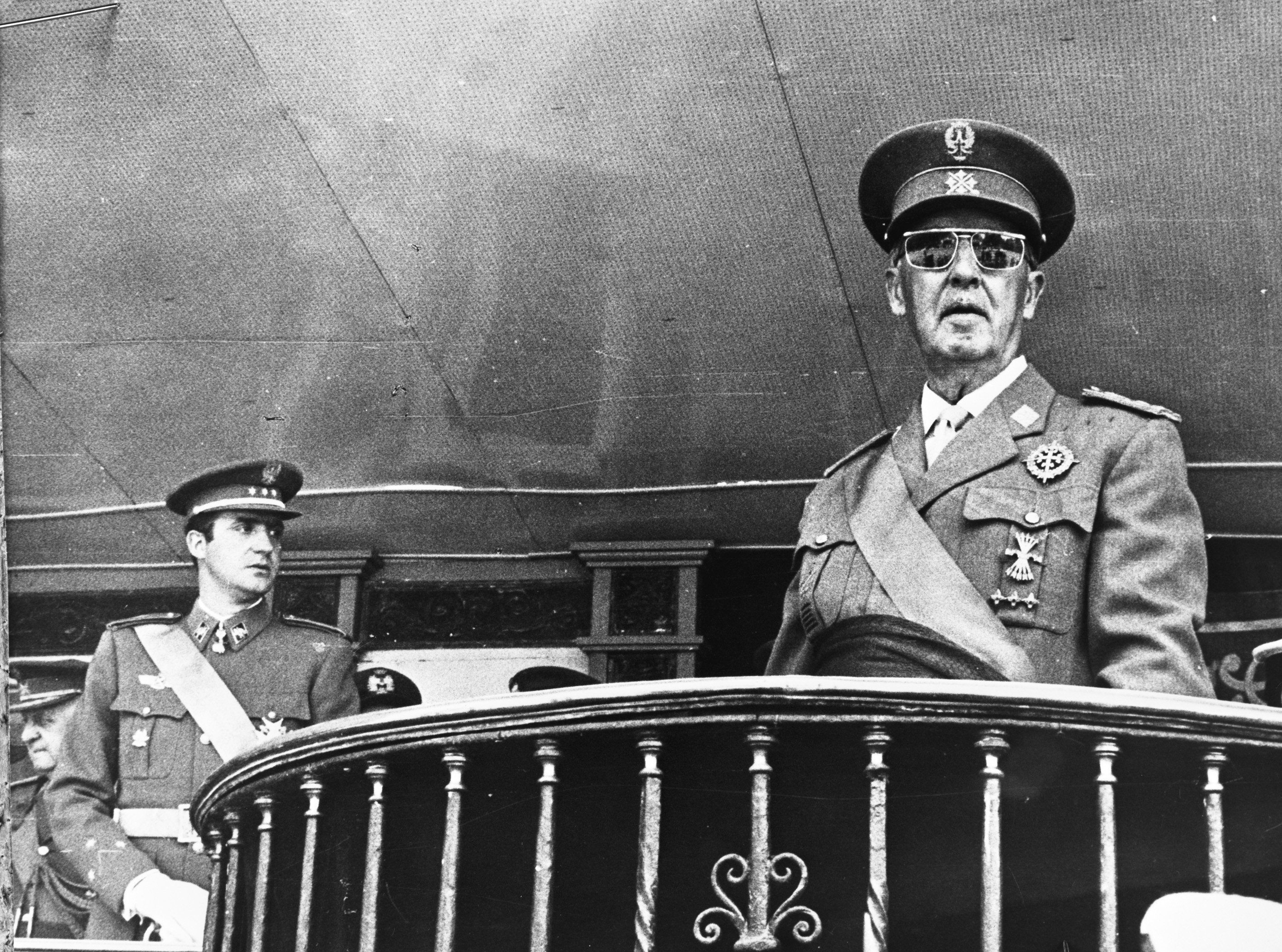
Juan Carlos e Francisco Franco nel 1969.

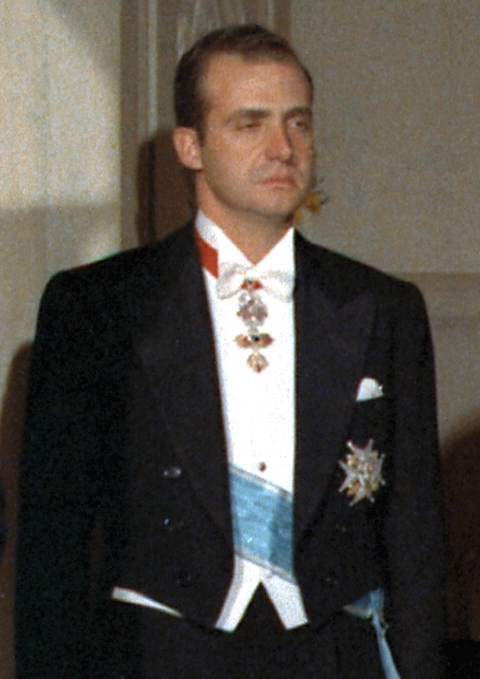
Juan Carlos di Borbone, principe di Spagna, nel 1971

Nel giugno 1969 Franco indicò Juan Carlos invece del padre Giovanni come erede della corona spagnola. La nomina fu ratificata dalle Cortes Españolas il 22 luglio 1969 e il giovane principe accettò e prestò giuramento lo stesso giorno di osservare le Leggi fondamentali del Regno e i principi del Movimiento Nacional. Questo portò a una rottura per alcuni anni dei rapporti tra i due.
Il peso politico di Juan Carlos aumentò nel 1973 quando Franco, i cui problemi di salute si aggravavano, lo nominò capo di Stato supplente, e una prima volta assunse il ruolo di capo di Stato tra il 19 luglio e il 2 settembre 1974.

### Re di Spagna

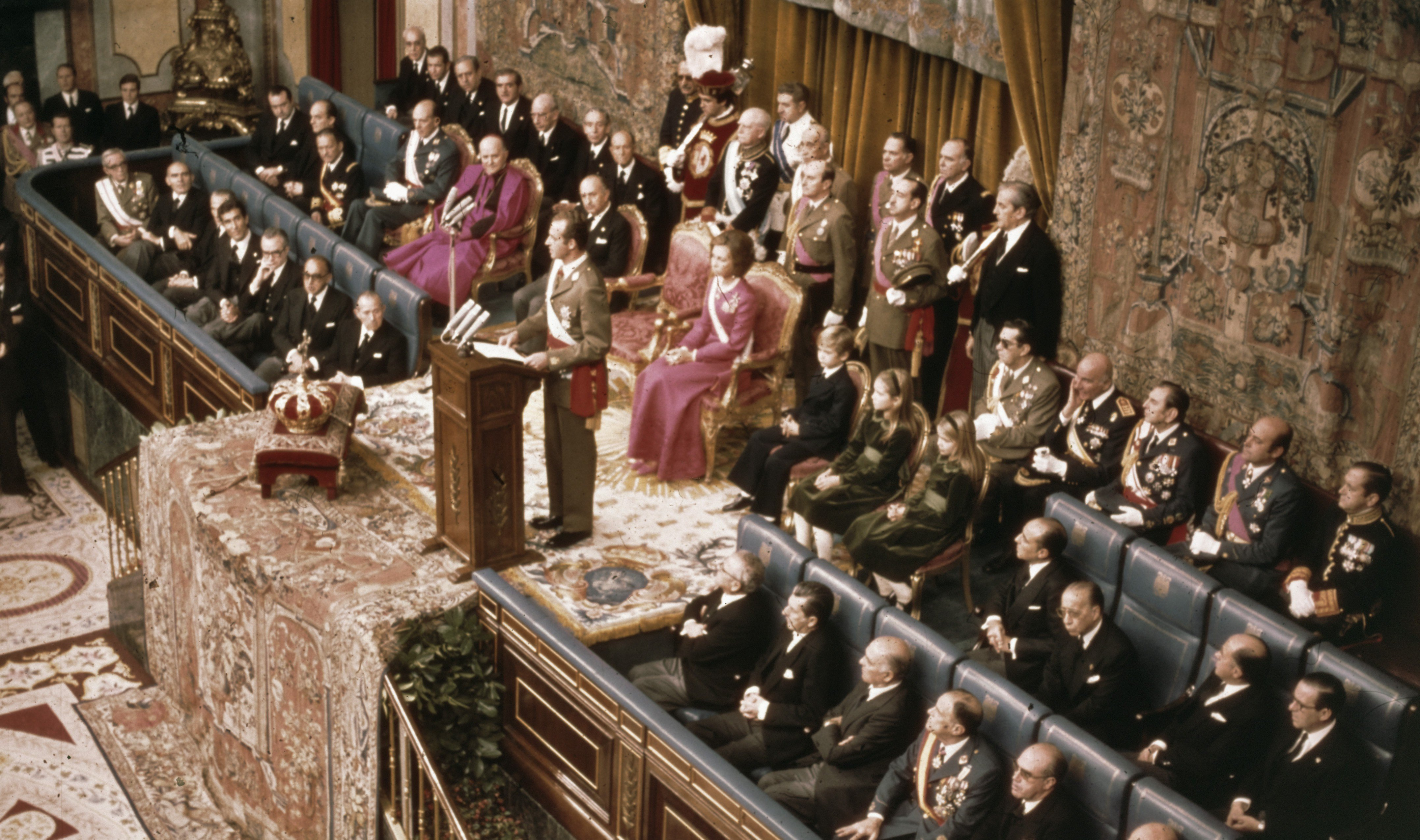
Proclamazione a re al Palacio de las Cortes il 22 novembre 1975

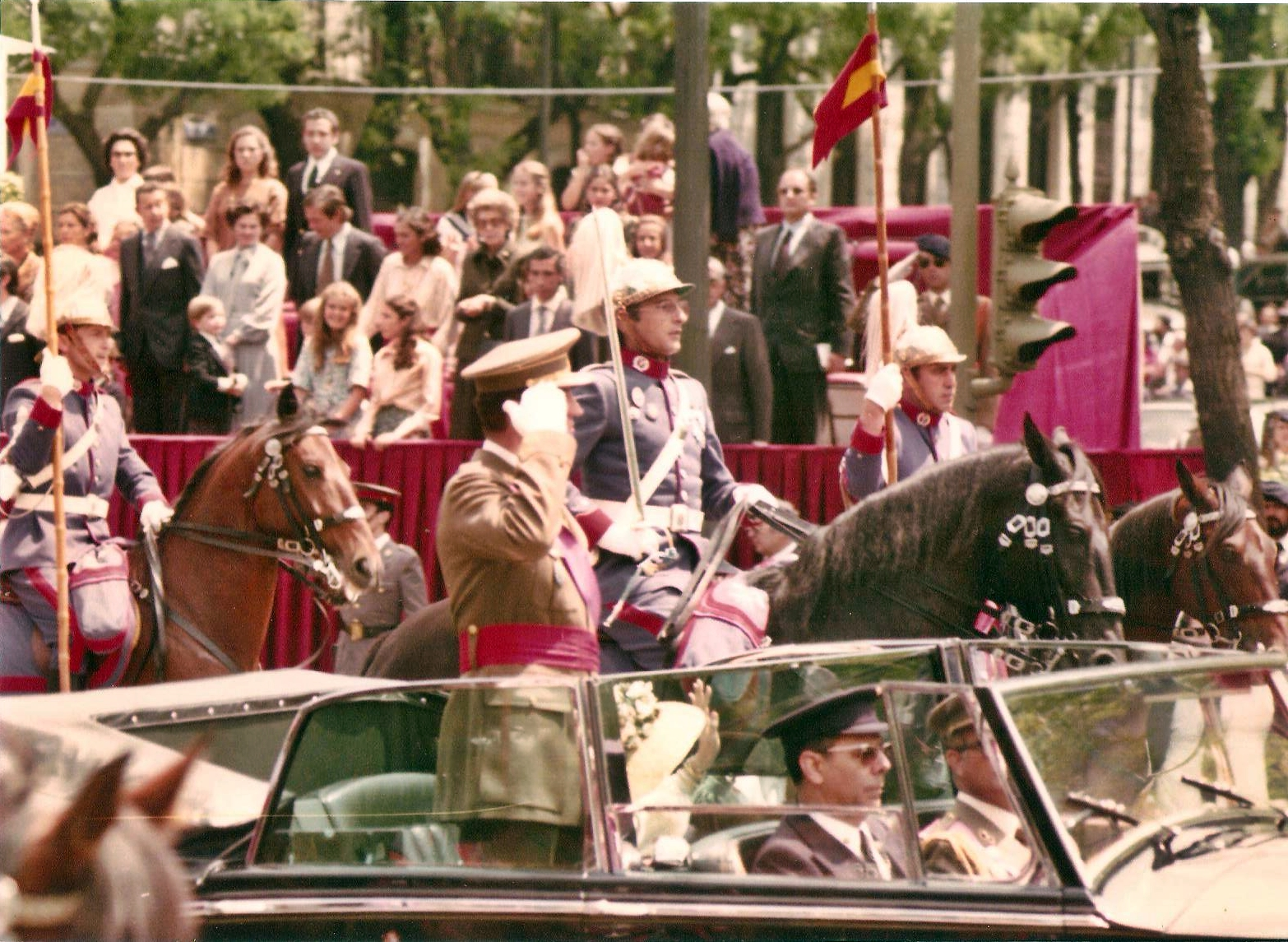
Juan Carlos durante una parata nel 1977

Assunse le funzioni provvisorie di capo dello Stato il 30 ottobre 1975 e dopo la morte di Franco, il 22 novembre, fu proclamato re di Spagna dalle Cortes Españolas e incoronato il 27 novembre. Solo il 14 maggio 1977, il padre don Juan, conte di Barcellona, rinunciò ufficialmente ai suoi diritti dinastici sul trono.
Il suo operato fu decisivo durante la transizione spagnola, che portò al ripristino della democrazia, con l'approvazione nel 1978 dell'attuale Costituzione democratica. Nel 1981 il sovrano si dimostrò deciso nello sventare un colpo di Stato organizzato da elementi della Guardia Civil e dell'esercito guidati dal tenente colonnello Antonio Tejero Molina, con un famoso discorso in televisione.

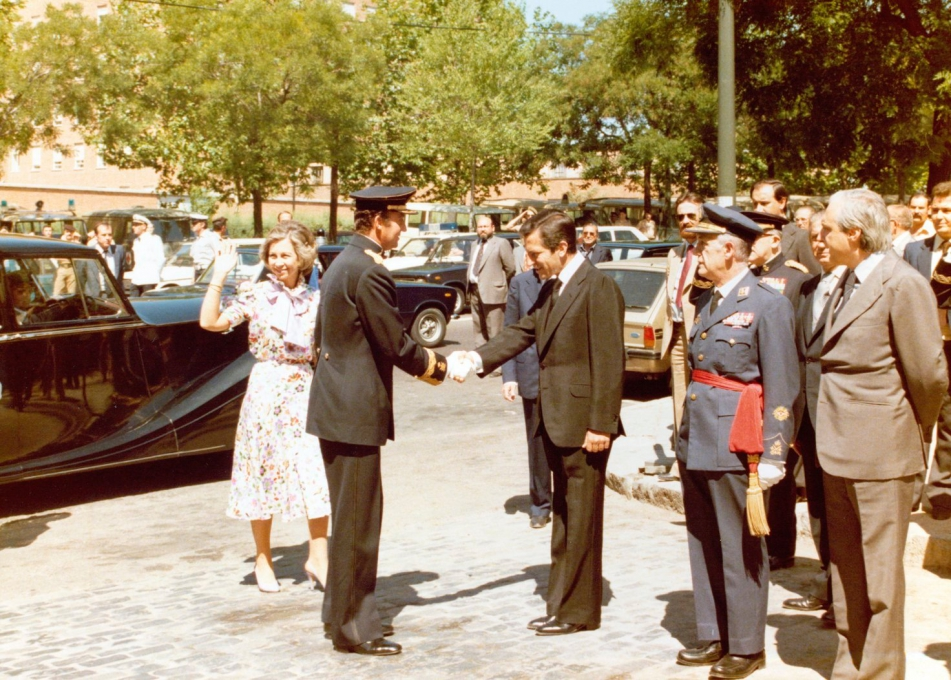
Juan Carlos stringe la mano al Presidente del Governo Adolfo Suárez nel 1980. Suárez fu la principale mente politica della Transizione spagnola.
Dopo la collaborazione a livello istituzionale, i due diventarono grandi amici e confidenti.

Nel 1986 Elisabetta II del Regno Unito invitò Juan Carlos a presenziare la prima visita di Stato di un Monarca spagnolo dopo oltre 80 anni (l’ultima era stata quella di Alfonso XIII nel 1905). Per attribuire a quel viaggio una particolare valenza simbolica e politica, e come riconoscimento della transizione della Spagna verso la democrazia, Juan Carlos fu il primo Monarca straniero a tenere un discorso presso il Parlamento britannico.
Nel 1998 fu il primo capo di Stato straniero a leggere un discorso al Parlamento Italiano, in camere separate. Non volendo creare polemiche in patria, il 28 ottobre 2007 preferì non partecipare alla beatificazione di quasi 500 martiri della guerra civile spagnola.

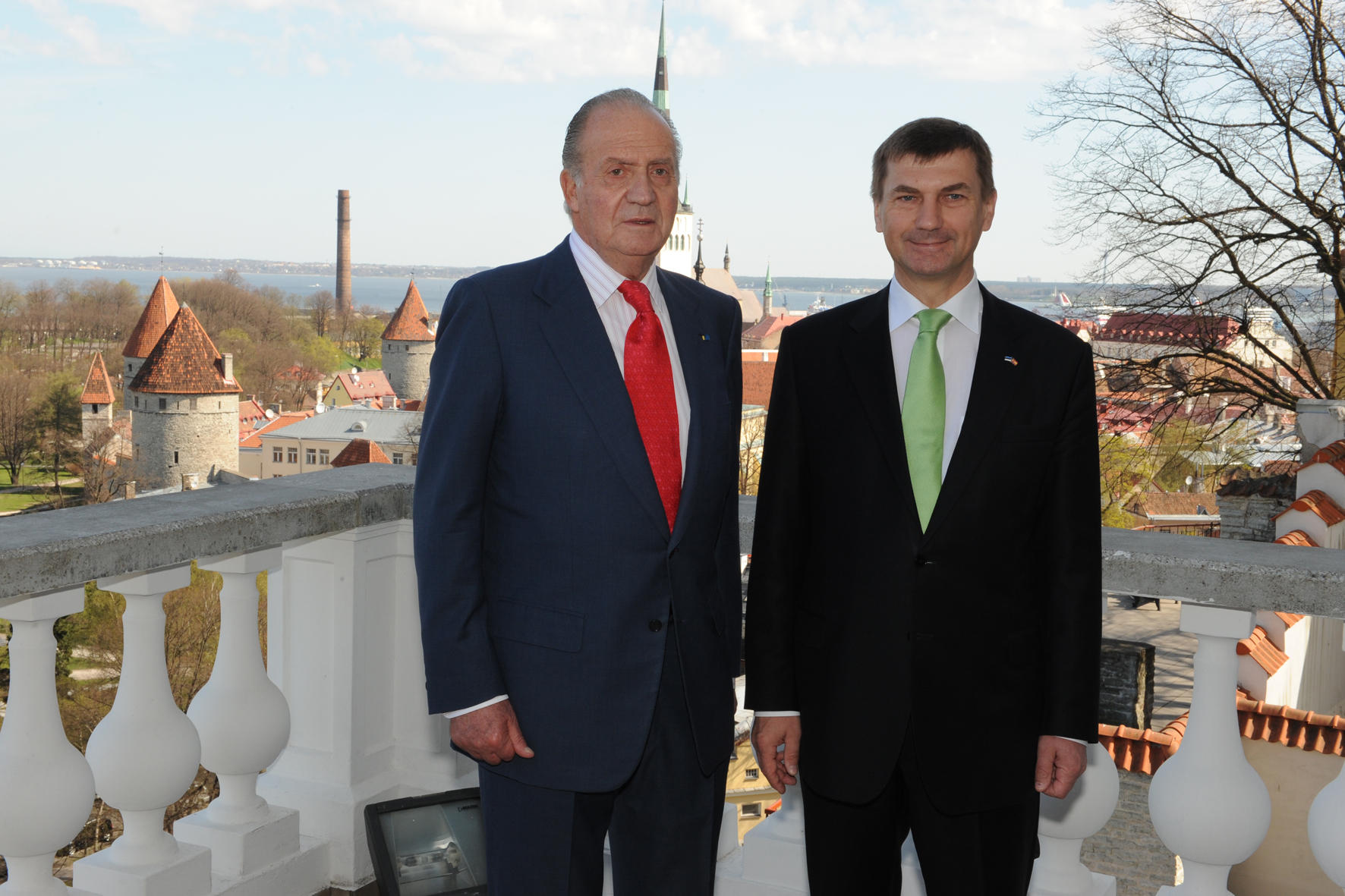
Juan Carlos insieme al primo ministro estone Andrus Ansip a Tallinn nel 2009

L'11 novembre 2007, durante il vertice ibero-americano, ebbe una discussione col presidente del Venezuela Hugo Chávez, il quale aveva interrotto ripetutamente il premier spagnolo in carica José Luis Zapatero accusando José María Aznar, predecessore di Zapatero, di essere "un fascista" (per il suo appoggio politico al golpe di Pedro Carmona Estanga contro lo stesso Chavez); Juan Carlos chiese al leader venezuelano di tacere dicendogli "¿Por qué no te callas?", frase che ebbe un grande impatto sociale.
Grazie alla rigorosa istruzione ricevuta e ai vari viaggi compiuti, parla spagnolo, italiano, francese, catalano, portoghese e inglese.

### Abdicazione

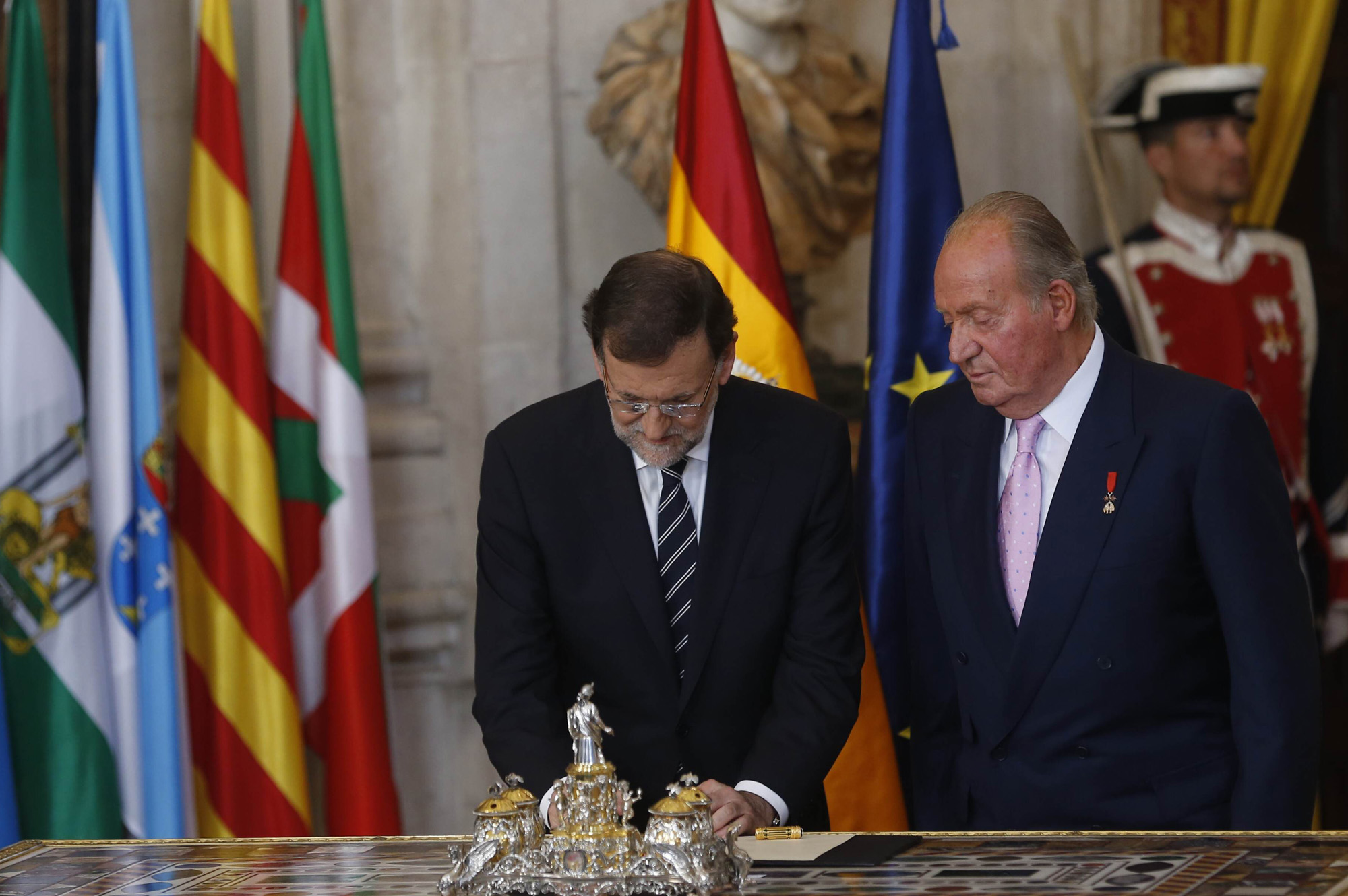
Il Primo Ministro, Mariano Rajoy, controfirma l'Atto Organico con il quale diventa effettiva l'abdicazione di Re Juan Carlos I.

Il 2 giugno 2014 Mariano Rajoy annunciò la decisione di Juan Carlos di abdicare in favore del figlio Felipe. La scelta, poi, fu confermata dal re.
Il 18 giugno Juan Carlos firmò l'abdicazione. L'indomani Filippo VI fu proclamato re di Spagna dinanzi alle Cortes, che il 18 giugno dello stesso anno avevano approvato una legge organica per ratificare la successione al trono. Si trattava di una legge che, tra l'altro, delimitava cronologicamente la durata dell'immunità dell'ex Capo dello Stato spagnolo, sancendo che non avrebbe potuto essere più invocata per i reati commessi a partire dal 19 giugno di quello stesso anno; in una riforma della legge organica della magistratura dell'11 luglio 2014, però, all'ex monarca è stato comunque riconosciuto il privilegio dell'aforamento, che lo sottopone (alla stregua di deputati, senatori, membri del governo e persino il vertice della magistratura) ad un tribunale legalmente superiore a quello ordinario.
Juan Carlos ha continuato ad avere un ruolo di rappresentante istituzionale. Nel dicembre 2015, ha partecipato all'insediamento del neoeletto presidente argentino Mauricio Macri come massimo rappresentante spagnolo.
Nel giugno 2019, l'ex re ha annunciato il suo ritiro dalle funzioni ufficiali.

### Fuga dalla Spagna

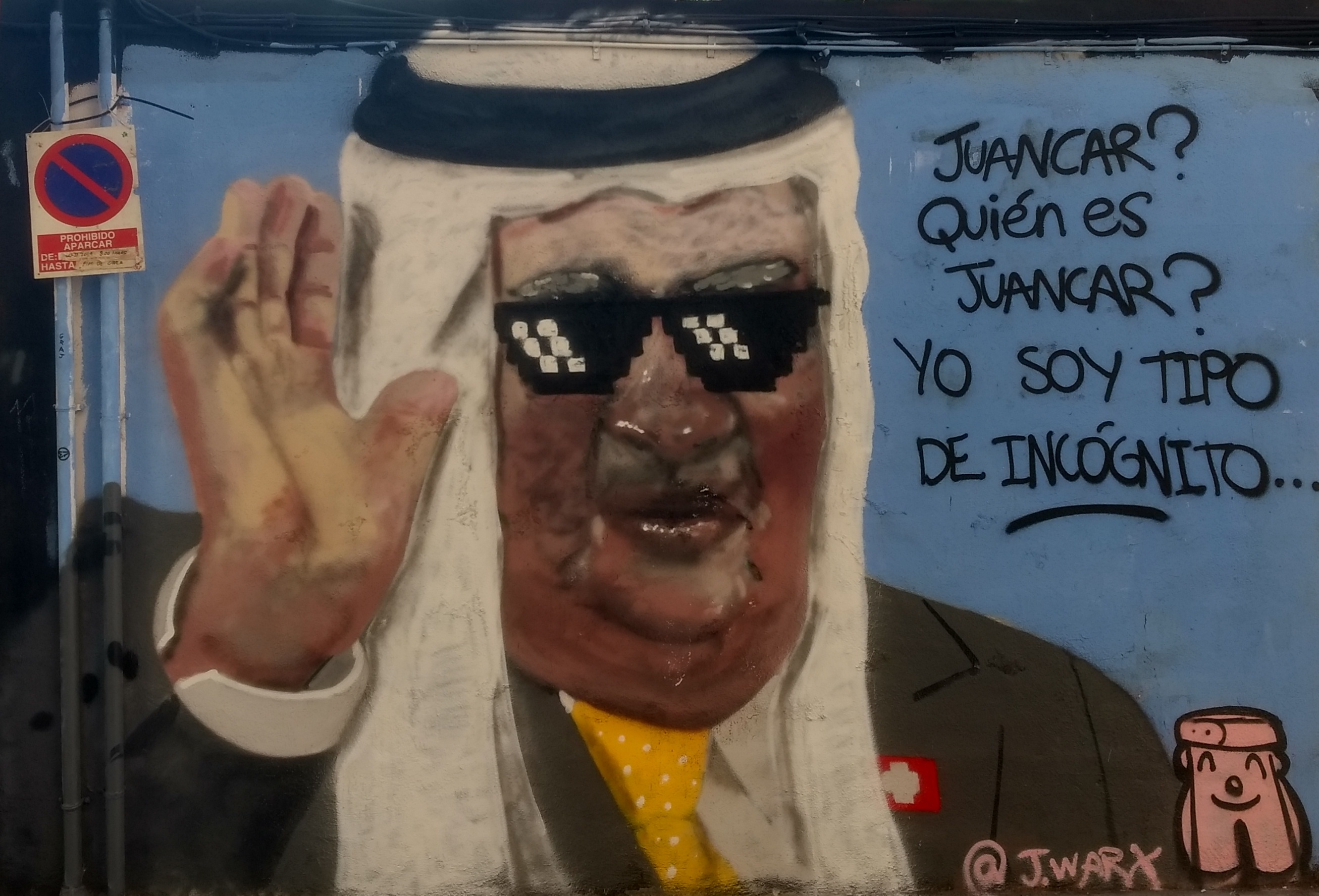
Murale satirico a Benimaclet, Valencia, sulla fuga di Juan Carlos ad Abu Dhabi.

Il 3 agosto 2020, con una lettera al figlio, re Felipe, Juan Carlos ha annunciato la sua decisione di abbandonare la Spagna. Secondo alcuni, il precipitoso esilio del re emerito ha lo scopo di allontanarsi dalla magistratura spagnola, a causa di presunti suoi fondi contenuti in paradisi fiscali, anche se i suoi legali hanno dichiarato che continua ad essere a disposizione della magistratura. Il 7 agosto la stampa spagnola ha riportato che il re emerito si trova presso l'hotel Emirate Palace di Abu Dhabi.
Al 3 marzo 2021 Juan Carlos ha pagato 4,4 milioni di euro per regolarizzare un debito fiscale derivante da dieci anni di voli su jet di una compagnia privata  offerti dalla fondazione Zagatka, sede nel Liechtenstein, di proprietà del principe Álvaro de Orleans, cugino dell'ex re ed è sotto inchiesta da parte della magistratura spagnola e svizzera.
Il 13 dicembre 2021 la procura di Ginevra ha deciso di archiviare l'inchiesta aperta sui beni dell'ex re in Svizzera, fra i quali, segnatamente, 100 milioni di dollari a lui versati dal Ministero delle finanze dell'Arabia Saudita. La procura ha reso noto che le indagini non hanno stabilito "in modo sufficiente un legame" fra la somma ricevuta dall'ex monarca spagnolo e "la conclusione dei contratti per la costruzione" di una linea ferroviaria ad alta velocità fra Medina e La Mecca. Gli inquirenti elvetici, oltre l'indagine per riciclaggio di denaro, avevano anche fatto verifiche su un versamento di 65 milioni di euro effettuato su un conto alle Bahamas di una società di Corinna zu Sayn-Wittgenstein, ex amante di Juan Carlos.

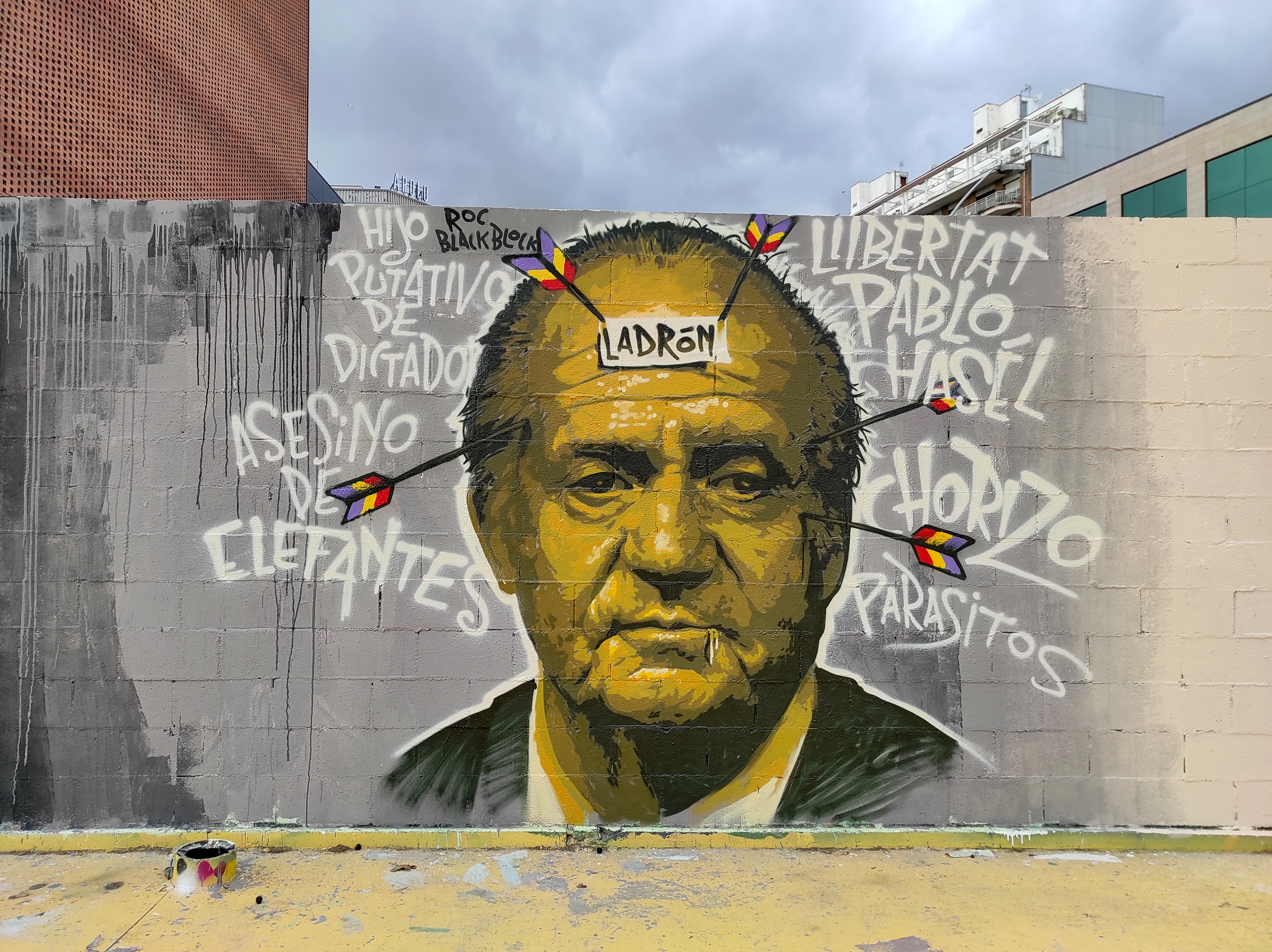
Murale realizzato a Barcellona che critica Juan Carlos e chiede la liberazione dell'attivista Pablo Hasél

Il 2 marzo 2022 i magistrati spagnoli annunciano che le accuse di irregolarità fiscale all'ex re vengono archiviate per vari motivi: la prescrizione dei reati contestati, l'insufficienza di prove o il fatto che le presunte irregolarità indicate risalgano a periodi in cui Juan Carlos godeva di immunità essendo ancora sul trono di Spagna.
Attualmente risiede sull'isola privata di Nourai, Abu Dhabi.

### Querela per molestie
Il 24 marzo 2022 l'Alta Corte Britannica stabilisce che l'ex re non gode di immunità penale per il suo status di fronte alla giustizia del Regno Unito e dovrà quindi rispondere dell'accusa di molestie avanzata contro di lui dalla sua ex amante Corinna zu Sayn-Wittgenstein dinanzi a un tribunale di Londra. Tuttavia il 6 dicembre 2022 i giudici della Corte d'Appello di Inghilterra e Galles hanno accolto il ricorso dell'ex re riconoscendogli l'immunità fino al momento della sua abdicazione. Il tribunale ha accolto la richiesta dei legali dell'ex re secondo cui le sue azioni tra l'aprile 2012 e il 18 giugno 2014 non rientrano nella sua sfera privata, in quanto in quegli anni ricopriva ancora il ruolo di capo dello Stato della Spagna. Corinna Larssen ha accusato il re emerito di aver condotto una campagna di molestie psicologiche e spionaggio contro di lei con la complicità dell'allora direttore generale del Centro Nacional de Inteligencia Félix Sanz Roldán.

## Titoli
L'attuale costituzione spagnola si riferisce alla monarchia come corona de España (corona di Spagna) e il titolo costituzionale del sovrano è semplicemente rey/reina de España (re/regina di Spagna). La legge costituzionale però accenna anche alla possibilità dell'uso degli altri titoli storici della monarchia iberica, senza tuttavia specificarli. Un decreto emanato il 6 novembre 1987 dal Consiglio dei ministri regola i titoli e il trattamento spettante ai membri della Casa reale: il sovrano ha il diritto di usare gli altri titoli appartenenti alla corona (El titular de la corona se denominará Rey o Reina de España y podrá utilizar los demás títulos que correspondan a la Corona, así como las otras dignidades nobiliarias que pertenezcan a la Casa Real). Contrariamente a quanto si crede, la serie completa dei titoli storici, che comprende oltre venti regni, non è attualmente in uso. L'insieme dei titoli feudali venne impiegato l'ultima volta nel 1836 da Isabella II di Spagna.
Juan Carlos aveva quindi, oltre al titolo di re di Spagna, i titoli di:
- Maestà cattolica
- Re di Castiglia
- Re di León
- Re di Aragona
- Re delle Due Sicilie
- Re di Gerusalemme
- Re di Navarra
- Re di Granada
- Re di Toledo
- Re di Valencia
- Re di Galizia
- Re di Maiorca
- Re di Minorca
- Re di Siviglia
- Re di Cordova
- Re di Corsica
- Re di Sardegna
- Re di Murcia
- Re di Jaén
- Re di Algeciras
- Re di Algarve
- Re delle Isole Canarie
- Re di Ungheria
- Re di Dalmazia
- Re di Croazia
- Re delle Indie Orientali, Occidentali, delle Isole e della Terraferma del Mare Oceano
- Principe di Svevia
- Margravio del Sacro Romano Impero
- Arciduca d'Austria
- Duca di Borgogna
- Duca di Brabante
- Duca di Milano
- Duca di Atene e Neopatria
- Duca di Limburgo
- Duca del Lussemburgo
- Duca di Lotaringia
- Duca di Gheldria
- Duca di Stiria
- Duca di Carniola
- Duca di Carinzia
- Duca del Württemberg
- Langravio d'Alsazia
- Marchese di Oristano
- Conte palatino di Borgogna
- Conte di Asburgo
- Conte delle Fiandre
- Conte del Tirolo
- Conte di Rossiglione
- Conte di Barcellona
- Conte di Artois
- Conte di Hainaut
- Conte di Namur
- Conte di Gorizia
- Conte del Gocèano
- Conte di Ferrete
- Conte di Kyburgo
- Signore di Biscaglia
- Signore di Molina
- Signore di Frisia
- Signore di Salins
- Signore della Marca slovena
- Signore di Tripoli
- Capitano generale della reale forza armata e supremo comandante
- Protocanonico della Papale Basilica Patriarcale Maggiore Arcipretale Liberiana di Santa Maria Maggiore in Roma.

Dall'abdicazione, in Spagna, si è soliti appellare Juan Carlos come re emerito. Inoltre è Gran maestro emerito del Real Consiglio degli Ordini Militari.

## Onorificenze e stemma

Il monogramma personale di re Juan Carlos I

Stendardo Reale di Juan Carlos I

## Ascendenza
|                                       |                                |                                         | Genitori                              |  |  | Nonni |  |  | Bisnonni              |  |  | Trisnonni                            |  |
|                                       |                                |                                         |                                       |  |  |       |  |  | Alfonso XII di Spagna |  |  | Francesco d'Assisi di Borbone-Spagna |  |
|                                       |                                |                                         |                                       |  |  |       |  |  | Alfonso XII di Spagna |  |  | Francesco d'Assisi di Borbone-Spagna |  |
|                                       |                                | Isabella II di Spagna                   |                                       |  |  |       |  |  | Alfonso XII di Spagna |  |  |                                      |  |
| Alfonso XIII di Spagna                |                                |                                         |                                       |  |  |       |  |  | Alfonso XII di Spagna |  |  |                                      |  |
|                                       |                                | Maria Cristina d'Austria                | Carlo Ferdinando d'Austria-Teschen    |  |  |       |  |  |                       |  |  |                                      |  |
|                                       |                                | Maria Cristina d'Austria                | Carlo Ferdinando d'Austria-Teschen    |  |  |       |  |  |                       |  |  |                                      |  |
|                                       |                                | Maria Cristina d'Austria                | Elisabetta Francesca d'Asburgo-Lorena |  |  |       |  |  |                       |  |  |                                      |  |
| Giovanni di Borbone-Spagna            |                                | Maria Cristina d'Austria                |                                       |  |  |       |  |  |                       |  |  |                                      |  |
|                                       |                                | Enrico di Battenberg                    | Alessandro d'Assia                    |  |  |       |  |  |                       |  |  |                                      |  |
|                                       |                                | Enrico di Battenberg                    | Alessandro d'Assia                    |  |  |       |  |  |                       |  |  |                                      |  |
|                                       |                                | Enrico di Battenberg                    | Julia von Hauke                       |  |  |       |  |  |                       |  |  |                                      |  |
| Vittoria Eugenia di Battenberg        |                                | Enrico di Battenberg                    |                                       |  |  |       |  |  |                       |  |  |                                      |  |
|                                       |                                | Beatrice di Gran Bretagna               | Alberto di Sassonia-Coburgo-Gotha     |  |  |       |  |  |                       |  |  |                                      |  |
|                                       |                                | Beatrice di Gran Bretagna               | Alberto di Sassonia-Coburgo-Gotha     |  |  |       |  |  |                       |  |  |                                      |  |
|                                       |                                | Beatrice di Gran Bretagna               | Vittoria del Regno Unito              |  |  |       |  |  |                       |  |  |                                      |  |
| Juan Carlos I di Spagna               |                                | Beatrice di Gran Bretagna               |                                       |  |  |       |  |  |                       |  |  |                                      |  |
|                                       | Alfonso di Borbone-Due Sicilie | Ferdinando II delle Due Sicilie         |                                       |  |  |       |  |  |                       |  |  |                                      |  |
|                                       | Alfonso di Borbone-Due Sicilie | Ferdinando II delle Due Sicilie         |                                       |  |  |       |  |  |                       |  |  |                                      |  |
|                                       | Alfonso di Borbone-Due Sicilie | Maria Teresa d'Austria                  |                                       |  |  |       |  |  |                       |  |  |                                      |  |
| Carlo Tancredi di Borbone-Due Sicilie | Alfonso di Borbone-Due Sicilie |                                         |                                       |  |  |       |  |  |                       |  |  |                                      |  |
|                                       |                                | Maria Antonietta di Borbone-Due Sicilie | Francesco di Borbone-Due Sicilie      |  |  |       |  |  |                       |  |  |                                      |  |
|                                       |                                | Maria Antonietta di Borbone-Due Sicilie | Francesco di Borbone-Due Sicilie      |  |  |       |  |  |                       |  |  |                                      |  |
|                                       |                                | Maria Antonietta di Borbone-Due Sicilie | Maria Isabella d'Asburgo-Lorena       |  |  |       |  |  |                       |  |  |                                      |  |
| Maria Mercedes di Borbone-Due Sicilie |                                | Maria Antonietta di Borbone-Due Sicilie |                                       |  |  |       |  |  |                       |  |  |                                      |  |
|                                       |                                | Luigi Filippo Alberto d'Orléans         | Ferdinando Filippo d'Orléans          |  |  |       |  |  |                       |  |  |                                      |  |
|                                       |                                | Luigi Filippo Alberto d'Orléans         | Ferdinando Filippo d'Orléans          |  |  |       |  |  |                       |  |  |                                      |  |
|                                       |                                | Luigi Filippo Alberto d'Orléans         | Elena di Meclemburgo-Schwerin         |  |  |       |  |  |                       |  |  |                                      |  |
| Luisa d'Orléans                       |                                | Luigi Filippo Alberto d'Orléans         |                                       |  |  |       |  |  |                       |  |  |                                      |  |
|                                       |                                | Maria Isabella d'Orléans                | Antonio Maria Filippo Luigi d'Orleans |  |  |       |  |  |                       |  |  |                                      |  |
|                                       |                                | Maria Isabella d'Orléans                | Antonio Maria Filippo Luigi d'Orleans |  |  |       |  |  |                       |  |  |                                      |  |
|                                       |                                | Maria Isabella d'Orléans                | Luisa Ferdinanda di Borbone-Spagna    |  |  |       |  |  |                       |  |  |                                      |  |
|                                       |                                | Maria Isabella d'Orléans                |                                       |  |  |       |  |  |                       |  |  |                                      |  |